# Suite n. 3 (Čajkovskij)
La Suite per Orchestra n. 3 in sol maggiore op. 55 di Pëtr Il'ič Čajkovskij è una composizione scritta nel 1884.

## Genesi
Nella produzione orchestrale di Čajkovskij, la suite trova una sua collocazione particolare, come lo stesso musicista spiega in una lettera indirizzata nel 1884 alla sua benefattrice Nadežda von Meck: «Ho cominciato una nuova composizione in forma di suite. Trovo questa forma molto congeniale perché non vi sono restrizioni né obblighi di osservare una qualche tradizione o regola». Il fatto di non essere vincolato allo schema rigido della sinfonia classica permetteva evidentemente a Čajkovskij di esprimersi con maggior libertà e spontaneità, facendo particolarmente leva sulla felice vena melodica e sul talento di «orchestratore brillante e garbato» che gli riconosce Massimo Mila. Del resto, lo stesso Čajkovskij definiva le proprie sinfonie come “suites”, e non a caso; diversamente dalla struttura della sinfonia ripartita in quattro movimenti (un Allegro iniziale composto da due temi e relativi sviluppi, un Andante, uno Scherzo e un Finale) quella della suite presenta una maggiore flessibilità, articolandosi in una serie di movimenti (in origine danze) dai ritmi alternati (lento, vivace) nella stessa tonalità. Čajkovskij nelle sue sinfonie ha sovente fuso le due strutture .
La Terza Suite per orchestra fa parte di un gruppo di opere (tra cui l’opera Mazepa e la Fantasia di concerto, composte in un periodo particolarmente difficile per Čajkovskij dal punto di vista della vena creativa. In proposito egli scriveva: «L’ispirazione non c’è. Ogni giorno mi accingo a lavorare, ma perdo subito la voglia e ricomincio a temere che per me sia finita - Quante esperienze ho vissute, e come poco ho concluso! Perfino nella mia particolare professione, lo confesso, non mi è riuscito niente di perfetto, niente di esemplare. Continuo a cercare, vacillo, sbaglio».
A complicare la situazione, i rapporti tra il musicista russo e la von Meck (che assai generosamente gli aveva conferito una lauta pensione di seimila rubli l’anno, permettendogli in tal modo di congedarsi definitivamente dal detestato ambiente accademico del Conservatorio di Mosca) andavano progressivamente allentandosi, come testimonia il contenuto della loro corrispondenza sempre più puramente formale e privo di slancio e di interesse. 
In un momento così poco favorevole, la composizione della Terza Suite dona a Čajkovskij una pausa di serenità; al fratello Modest scrive a tal riguardo: «Mai in precedenza vi era stata in me una tale partecipazione spirituale», con riferimento alla stesura dell’opera, e aggiunge: «è la mia terza in ordine di composizione, ma spero che sia la prima quanto a qualità». Effettivamente, la Terza Suite fu eseguita per la prima volta in pubblico il 28 gennaio 1885 a San Pietroburgo sotto la direzione di Hans von Bülow riscuotendo grandissimo calore da parte del pubblico presente in sala.

## Struttura
A differenza della Prima e della Seconda Suite, la Terza si articola (al pari della Quarta) in quattro movimenti, unico elemento formale in comune con la struttura della sinfonia.
- Il primo movimento è un’elegia in tempo Andante molto cantabile in cui si evidenzia, come in altre composizioni, la grande capacità di Čajkovskij di abbinare sapientemente un ininterrotto flusso melodico a una tavolozza orchestrale di grande raffinatezza e ricchezza di sfumature[4], avvertibile già nella serena e distesa introduzione da parte degli archi con il sostegno discreto dell’arpa e degli strumenti a fiato.
- Il secondo movimento, in tempo Allegro moderato reca l’indicazione di Valse mélancolique, giustificata dal tono alquanto serio e meditativo della musica, che in alcuni tratti sembra anticipare l’atmosfera cupa della Sinfonia n. 5 in mi minore di Čajkovskij[4].

- Lo scherzo del terzo movimento (Molto vivace) contrasta con il tempo precedente per il suo brioso ritmo frenetico di tarantella[4], che ricorda la sfrenata allegria di festosa danza napoletana inserita da Čajkovskij nel Capriccio Italiano.

- Il quarto ed ultimo movimento (Tema con variazioni) è il più complesso e anche il più noto dell’intera suite; in esso, al pari delle Variazioni su un tema rococò, si evidenzia la somma maestria del compositore per l’arte della variazione, con un tema di carattere cantabile tipicamente russo che viene sottoposto ad una lunga serie di dodici permutazioni, di cui un primo gruppo di sei variazioni strettamente serrate e contrapposte cui fa seguito un secondo gruppo che delinea un quadro sinfonico dai tratti ben precisi[6]. Nella prima variazione Čajkovskij introduce i clarinetti[7] con accompagnamento degli archi pizzicati; nella seconda protagonisti sono i violini, impegnati in un passaggio dal ritmo velocissimo e vorticoso. Nella terza variazione riappaiono i fiati (flauti, clarinetti, fagotti), mentre nella quarta è impegnata l’intera orchestra. Le sonorità orchestrali nella quinta variazione si fanno dure, spigolose e taglienti; per contro, nella sesta il tono diventa più vivace e quasi burlesco. Alla settima variazione dall’espressione sostenuta segue la briosa danza russa (con triangolo obbligato) dell’ottava, mentre nella nona domina il violino solista su un ritmo di mazurca[7]. Anche nella decima il violino ha un ruolo di prim’attore, eseguendo un lungo assolo di grande virtuosismo [8]. Nell’undicesima variazione il tema viene esposto dai flauti e dai violini. Chiude il movimento l’ampia dodicesima variazione su un ritmo di polacca[7] che ricorda, per l’eleganza e il brio che la contraddistingue, la celebre Polonaise contenuta nell’opera lirica Eugenio Onegin[6].

## Discografia parziale
- Moscow Philharmonic Orchestra, Kyrill Kondrashin (Melodija)
- National Symphony Orchestra of Ireland, Stefan Sanderling (Naxos)
- New Philharmonia Orchestra, Antal Doráti (Philips)
- Orchestre de la Société des Concerts du Conservatoire de Paris, Sir Adrian Boult (Decca)
- Orchestre de la Suisse Romande, Ernest Ansermet (Brilliant Classics)
- Radio-Sinfonieorchester Stuttgart, Sir Neville Marriner (Brilliant Classics)
- Wiener Philharmoniker, Lorin Maazel (Decca)